# Habrotrocha flava
Habrotrocha flava är en hjuldjursart som beskrevs av David Bryce 1915. Habrotrocha flava ingår i släktet Habrotrocha och familjen Habrotrochidae. Inga underarter finns listade i Catalogue of Life.